# Bataille de Morval
Notes
Les pertes allemandes à la bataille de Morval représentent une partie de ce total.
Première Guerre mondiale, 
Front de l'Ouest
Batailles
Bataille de la Somme
- Albert
- Crête de Bazentin
- Bois Delville
- Pozières
- Guillemont (en)
- Ginchy
- Flers-Courcelette
- Morval
- Crête de Thiepval
- Le Transloy
- Hauteurs de l'Ancre

La bataille de Morval se déroula lors de l'offensive franco-britannique de la Somme. La bataille, initialement prévue pour le 21 septembre 1916, débuta le 25 et dura 4 jours, résultant en une victoire franco-britannique considérable. L'attaque avait pour but de libérer les villages de Morval, Gueudecourt et Lesbœufs tenus par la 1re armée allemande ce qui était, à l'origine, l'objectif de la Bataille de Flers-Courcelette. Totalement détruits, Morval et l'église de Saint-Vaast seront reconstruits après la Première Guerre mondiale.

## Planification
L'opération a été menée afin de coïncider avec la prise du village de Combles, au sud de Morval, par la 6e armée française, ce qui permettrait à cette dernière de se rapprocher des défenses allemandes entre Moislains et Le Transloy, près de la route de Péronne à Bapaume (N 17). Initialement prévue pour le 21 septembre, l'attaque britannique est reportée au 25 en raison de la pluie.

## La bataille

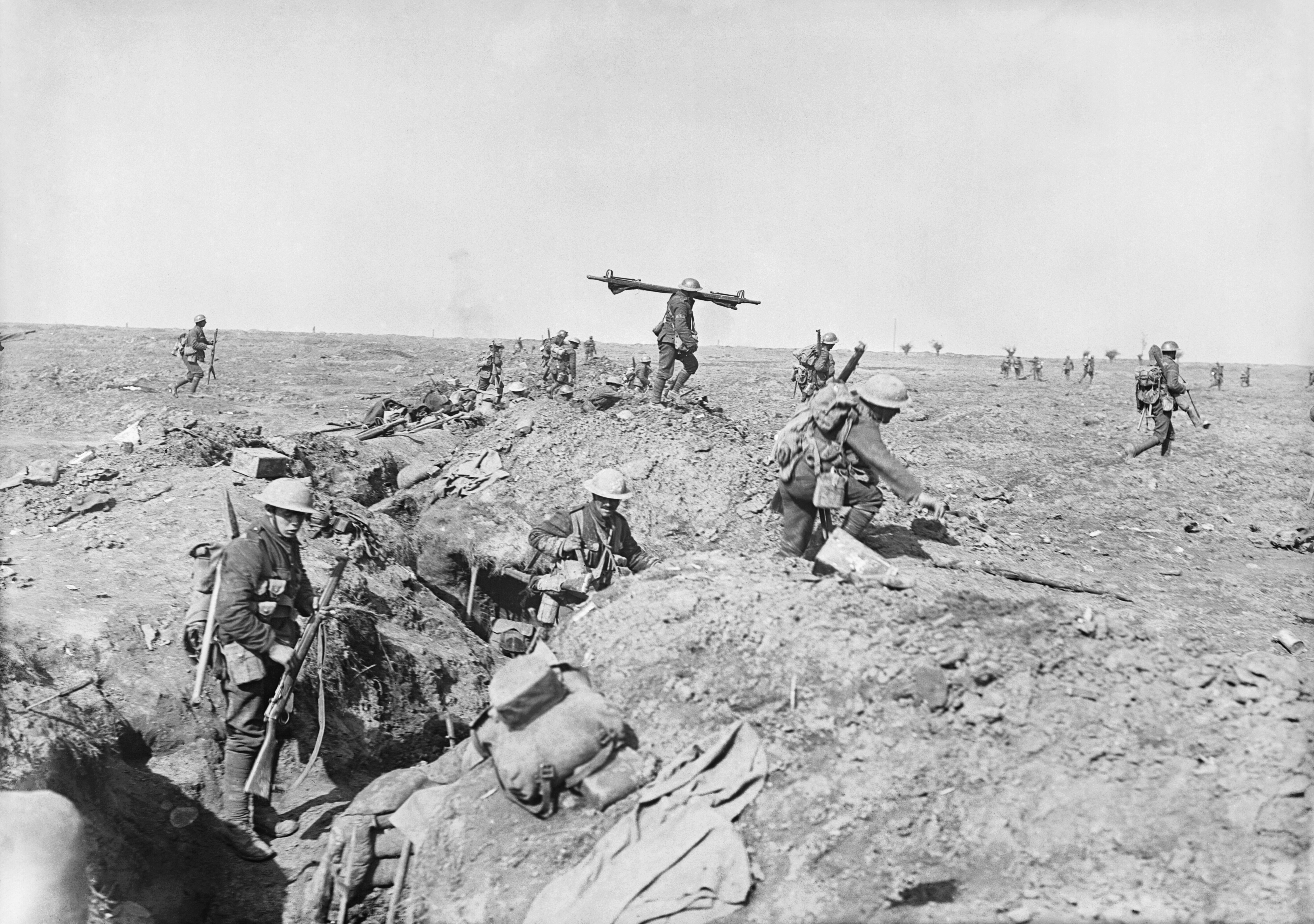
Infanterie britannique à Morval, 25 septembre 1916.

Elle débute à 12 h 35 le 25 septembre avec l'offensive de sept divisions de la 6e armée française le long des deux rives de la Somme. Pendant ce temps, les Britanniques prennent Lesbœufs et attaquent Morval. Le 26 septembre, les Allemands décident d'évacuer Combles.
Quelques chars britanniques se sont joints à la bataille plus tard dans l'après-midi du 25 septembre, après avoir été retenus d'un certain nombre de points d'appui allemands, qui avaient résisté à des attaques antérieures.

## Conséquences
Combles, Morval, Gueudecourt et Lesbœufs sont capturées et de lourdes pertes sont infligées aux Allemands.
De leur côté, les Français ont pu progresser lentement en direction de Sailly-Saillisel, progression ralentie du fait de l'obstruction du bois de Saint-Pierre-Vaast et de l'artillerie ennemie sur le mont Saint-Quentin et les mitrailleuses. L'avance de la 4e armée britannique le 25 septembre permit par ailleurs de développer un saillant au nord-est de Combles, mettant les Allemands en grande difficulté. Toutefois, la fatigue et le manque de réserves ont fait que la 4e armée n'a pu exploiter cette occasion. La détérioration des conditions météorologiques a par ailleurs conduit à des problèmes de ravitaillement chez les Franco-Britanniques.

## Analyse de la bataille

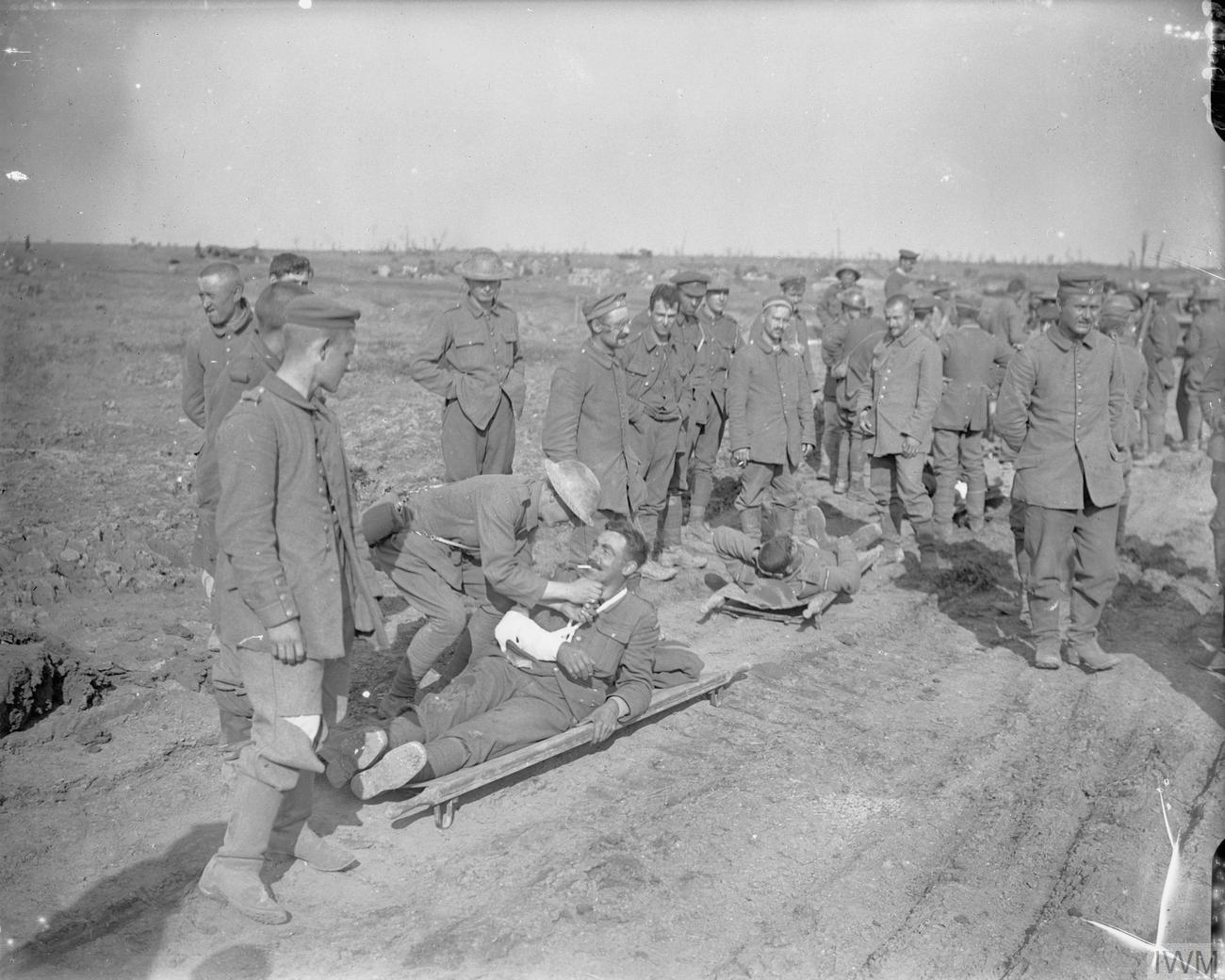
Prisonniers de guerre allemands.

La bataille résulta en une victoire franco-britannique considérable. Les tranchées allemandes furent affaiblies à 40 % par l'artillerie alliée. Les fortes pluies entre le 16 et le 22 septembre ont empêché les Allemands de consolider leurs défenses. Les pertes britanniques s'élèvent à 5 000 tués, blessés ou disparus sur 10 divisions engagées. Cependant, plus au sud, la progression française fut entravée par l'artillerie ennemie. Marie Émile Fayolle réalise alors la nécessité de bombarder les positions allemandes avant de reprendre les attaques le 7-8 octobre sur Sailly-Saillisel, qui tombera un mois plus tard après de féroces combats, le 12 novembre au 105e régiment d'infanterie avant d'être repris le 14 novembre par l'ennemi lors d'une contre-attaque, marquant la fin de l'avance alliée dans la bataille de la Somme.

## Décorations
Le soldat de première classe Thomas Alfred Jones (en) (1st Cheshires (en)) s'est vu décerner la Victoria Cross pour sa bravoure. Il était avec son régiment couvrant l'avance en face d'un village, quand il a remarqué un tireur embusqué ennemi à 183 m de distance. Il a quitté sa tranchée de son propre chef, et traversé le no man's land sans aucune couverture. Même si une balle a traversé son casque et une autre son manteau, il parvient à neutraliser le tireur embusqué allemand. Près de la tranchée ennemie, il vit deux autres Allemands tirer sur lui tout en brandissant simultanément un drapeau blanc. Jones a éliminé les deux Allemands. En arrivant à la tranchée ennemie, il désarme à lui seul ses 102 occupants allemands pris de panique (trois ou quatre d'entre eux étaient des officiers),.

## Commémoration
54 soldats britanniques tombés pendant la bataille reposent au cimetière militaire de Morval, géré par la Commonwealth War Graves Commission.

## Pour approfondir